# Norman Davies
Sir Ivor Norman Richard Davies, född 1939 i Bolton i  Storbritannien, är en brittisk (Wales) och polsk historiker och författare. Han har studerat vid  Magdalen College i Oxford, i Grenoble, Perugia i Italien, University of Sussex och doktorerat vid Uniwersytet Jagielloński i Kraków i Polen. 
Davis är mest känd för sitt arbete inom 1900-talets, centraleuropeiska och polska historia. År 1998, fick han storkorset av republiken Polens förtjänstorden och 2001 belönades han med brittiska Companion - Order of St Michael and St George (CMG) för sitt arbete inom centraleuropeisk forskning samt  upptogs som medlem i polska (privata) St Stanislaus-orden i maj 2005. Den 4 juli 2014 förlänades han polskt medborgarskap.
Under 1980-talet har Norman Davies anklagats av förintelse-forskarna Lucy Dawidowicz, Abraham Brumberg och Theodore Rabb för att förminska den historiska antisemitismen i Polen och att företräda synsättet att förintelseforskning förminskar lidandet hos icke-judar. Davies (och supportrar) påpekar att Hitlers och Stalins folkmord omfattade både judar och icke-judar och att man måste beakta den fulla omfattningen av katastrofen i Polen under krigsåren. Davies uttalade sig: "Holocaust scholars need have no fears that rational comparisons might threaten that uniqueness. Quite the opposite." och "...one needs to re-construct mentally the fuller picture in order to comprehend the true enormity of Poland’s wartime cataclysm, and then to say with absolute conviction ‘Never Again’."

## Viktigaste verk
- 1972: White Eagle, Red Star: The Polish-Soviet War, 1919-20.
- 1977: Poland, Past and Present. A Select Bibliography of Works in English.
- 1981: God's Playground. A History of Poland. Vol. 1: The Origins to 1795.
- 1981: God's Playground. A History of Poland. Vol. 2: 1795 to the Present.
- 1984: Heart of Europe. A Short History of Poland.
- 1996: Europe. A History.
- 1999: The Isles. A History.
- 2002 (med Roger Moorhouse): Microcosm. Portrait of a Central European City.
- 2004: Rising '44. The Battle for Warsaw. (svensk översättning: Slaget om Warszawa : upproret 1944)
- 2006: Europe East & West (essaysamling)
- 2006: Europe at War 1939-1945: No Simple Victory
- 2011: Vanished Kingdoms: The History of Half-Forgotten Europe
- 2015: Trail of Hope: The Anders Army, An Odyssey Across Three Continents